# Исаква (Вашингтон)
Исаква (енгл. Issaquah) град је у америчкој савезној држави Вашингтон. По попису становништва из 2010. у њему је живело 30.434 становника.

## Демографија
Према попису становништва из 2010. у граду је живело 30.434 становника, што је 19.222 (171,4%) становника више него 2000. године.
| Група             | 2000.         | 2010.          |
| Белци             | 9.523 (84,9%) | 21.701 (71,3%) |
| Афроамериканци    | 99 (0,9%)     | 422 (1,4%)     |
| Азијати           | 677 (6,0%)    | 5.322 (17,5%)  |
| Хиспаноамериканци | 555 (5,0%)    | 1.764 (5,8%)   |
| Укупно            | 11.212        | 30.434         |